# Ĺ

Ĺ, ĺ은 슬로바키아어 등에 사용되는 문자이다.
라틴어, 키릴 문자 및 그리스어 스크립트를 기반으로 하는 알파벳이 있는 많은 현대 서면 언어에서 사용되는 분음 부호이다. 라틴 및 그리스 알파벳에서 악센트를 가장 일반적으로 사용하는 경우 미리 구성된 문자를 사용할 수 있다.